# WTA Swiss Open 1993
Lo WTA Swiss Open 1993 è stato un torneo di tennis giocato sulla terra rossa. È stata la 22ª edizione del torneo, che fa parte della categoria Tier III nell'ambito del WTA Tour 1993. Si è giocato a Lucerna in Svizzera, dal 17 al 23 maggio 1993.

## Campionesse

### Singolare
Lindsay Davenport ha battuto in finale  Nicole Bradtke con il punteggio di 6–1, 4–6, 6–2.

### Doppio
Mary Joe Fernández /  Helena Suková hanno battuto in finale  Lindsay Davenport /  Marianne Werdel con il punteggio di 6–2, 6–4.